# Dino Gabriele
Dino Gabriele (Casalbuttano ed Uniti, 4 agosto 1908 – ...) è stato un calciatore italiano, di ruolo centrocampista.

## Carriera
Nella stagione 1928-1929 ha giocato una partita in Divisione Nazionale con la Cremonese; l'anno seguente ha invece giocato 3 partite in Serie A, sempre con la formazione grigiorossa, che a fine anno è retrocessa in Serie B; Gabriele viene riconfermato in rosa, ma non disputa nessuna partita nel campionato cadetto. In seguito ha giocato anche con il Mantova e con il Crema, in Serie C, rispettivamente nelle stagioni 1935-1936 e 1936-1937.